# Frise
Frise – miejscowość i gmina we Francji, w regionie Hauts-de-France, w departamencie Somma.
Według danych na rok 2011 gminę zamieszkiwało 187 osób, a gęstość zaludnienia wynosiła 30 osób/km² (wśród 2293 gmin Pikardii Frise plasuje się na 868. miejscu pod względem liczby ludności, natomiast pod względem powierzchni na miejscu 770.).